# Кейданська унія

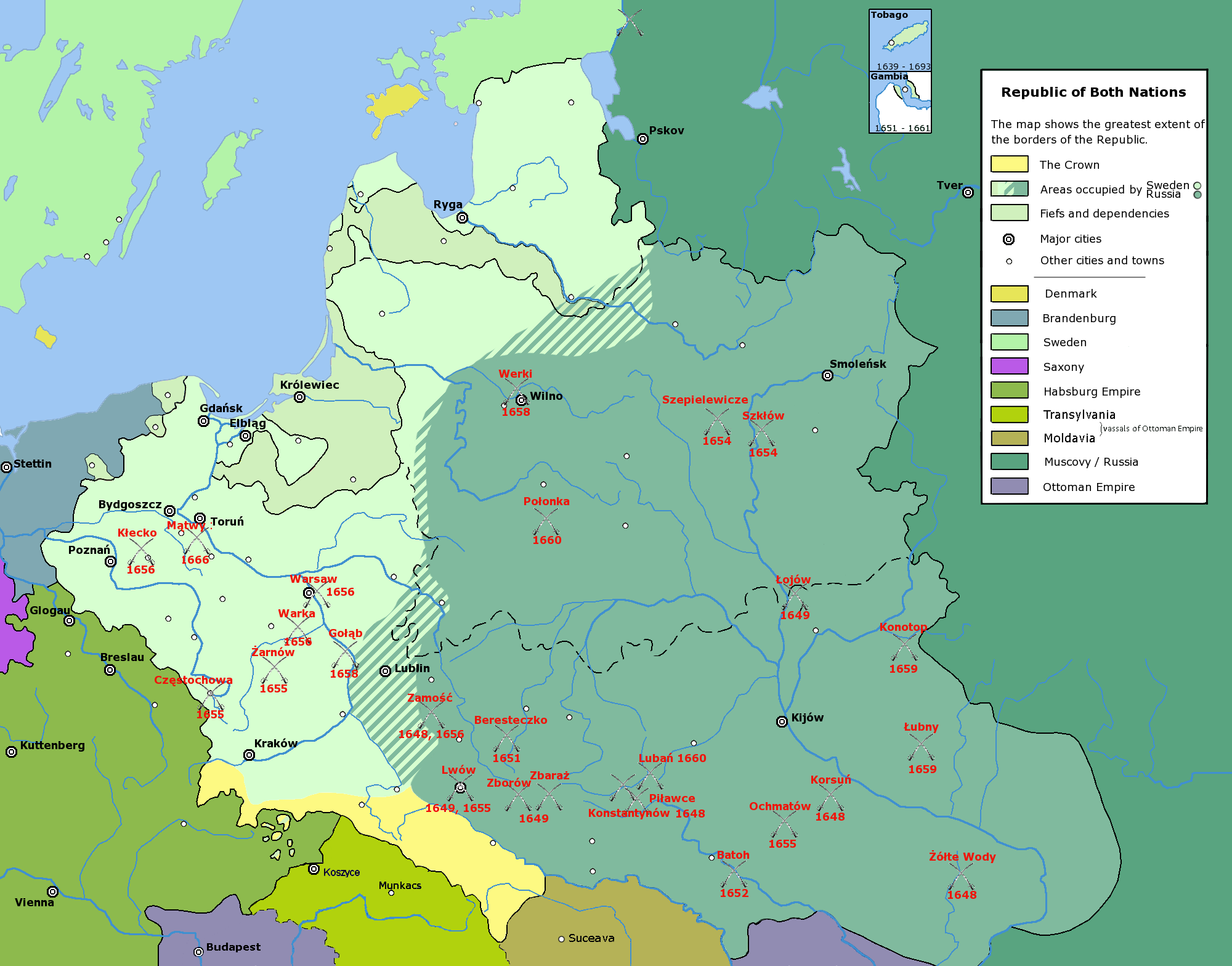
Річ Посполита під час «шведського потопу»

Кейданська унія (лит. Kėdainių unija, Kėdainių sutartis, пол. Umowa Kiejdańska) угода між Великим князівством Литовським та Шведським Королівством в особі Карла X Густава, укладена 20 жовтня 1655 року під час «„шведського потопу“» (частина другої Північної війни). Підписана римсько-католицьким єпископом Петром Парчевським.
На відміну від попередньої Кейданської унії від 17 серпня, яка поставила Литву під захист Швеції, метою шведсько-литовського союзу було покласти край польсько-литовській унії та створити два окремі князівства у Великому князівстві Литовському. Одним із них повинна була керувати родина Радзивілів, а решта герцогств залишалася шведським протекторатом.

## Історія

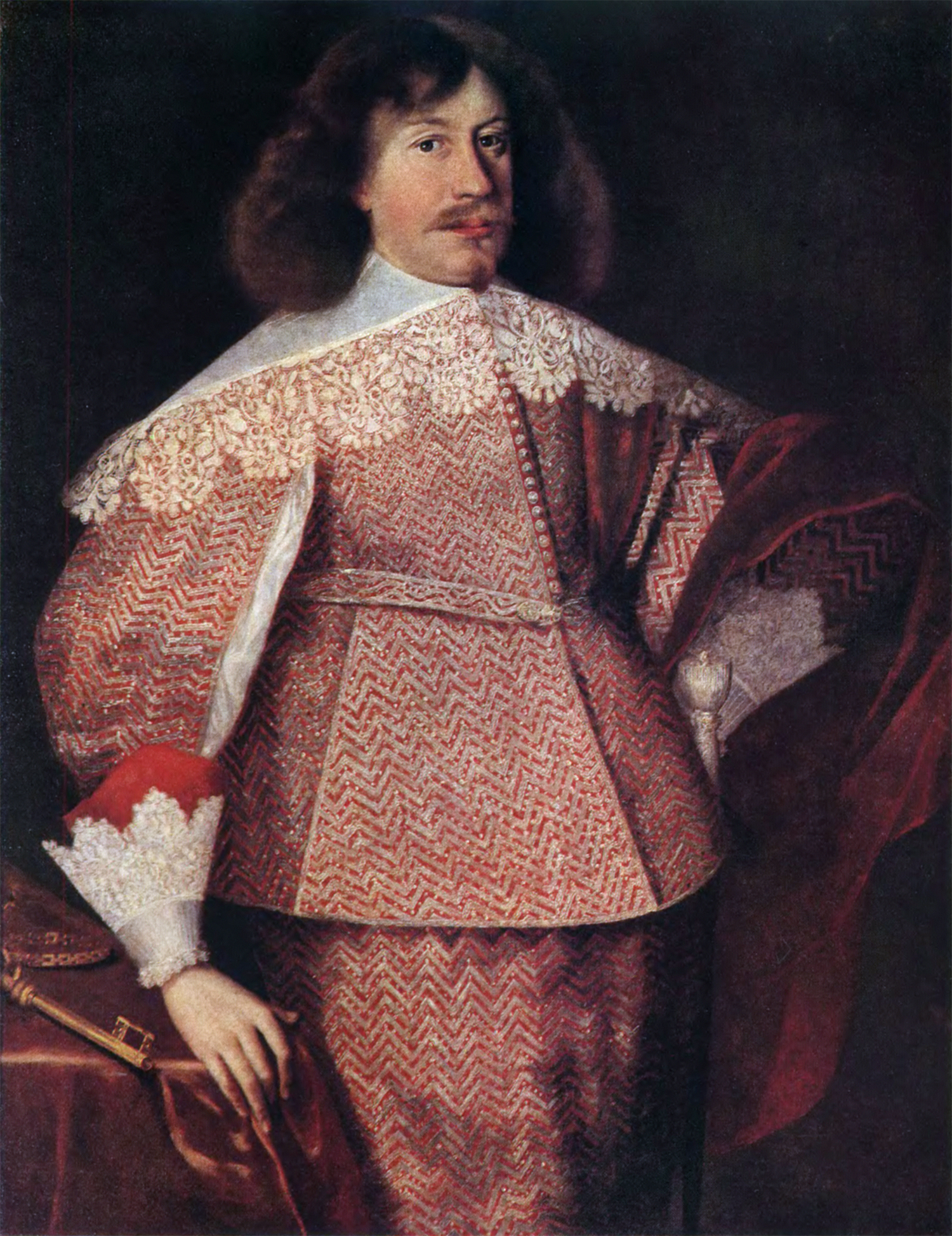
Гетьман Януш Радзивіл

Сім'я Радзивілів володіла величезними землями у Литві та Польщі, а деякі її члени були незадоволені роллю магнатів, які теоретично в польсько-литовській політичній системі мали такі самі права, як і польська знать. Врешті-решт інтереси заможного клану, відомого як «Сім'я», та Корони почали розходитися.
У 1654 під час шведської та російської навали на Польщу, відому як «шведський потоп», два знатні князі із клану Радзівілів, Януш та Богуслав, розпочали перемовини зі шведським королем Карлом X Густавом, спрямовані на розпуск Речі Посполитої та польсько-литовської унії. У той час Литва була в смуті: її атакували на двох окремих фронтах Московське царство та Королівство Швеція, в той час як українське селянське повстання, відоме як Хмельниччина, розлилося на південні райони Великого князівства Литовського в Україні. Врешті-решт більша частина підконтрольної Польщі литовської армії капітулювала перед шведами, і держава розпалася. Більшу частину Корони Польщі разом із західними частинами Литви окупували шведські війська, тоді як московити захопили більшу частину Литви (крім Жема́йтії (та частини Сувальщини і Аукштоти).
17 серпня Януш Радзивілл підписав Кейданську унію, поставивши Велике князівство Литовське під захист Швеції.
10 жовтня 1655 Януш та Богуслав Радзивіли підписали угоду зі шведами у своєму замку в Кедайняї. Згідно з договором, підписаним двома двоюрідними братами від імені всієї литовської знаті, польсько-литовська унія була визнана нікчемною. В обмін на військову допомогу проти Російської імперії Велике князівство Литовське повинно було стати протекторатом Швеції. Крім того, «Сім'я» мала наділити землями шляхту двох суверенних князівств, виселених зі своїх земель у складі Великого князівства, а литовська знать мала зберегти свої свободи та привілеї.
Угода так і не набула чинності. Її головний прихильник Януш Радзівіл помер через 2 місяці після її підписання 31 грудня у Тикочинському замку, який тоді був обложений силами, вірними королю Польщі та великому князю Литовському Яну II Казимиру. Замок був прийнятий незабаром після Павла Яна Сапіги, який негайно змінив Януша Радзівіла на посаді Великого гетьмана Литовського. «Шведський потоп» незабаром обернувся народним повстанням в Польщі, що зламало силу шведської армії. Подібне повстання в Литві спричинило шведську окупацію Литви. Поразка Швеції та можливе відступлення від територій Речі Посполитої різко припинили плани двоюрідного брата Януша Богуслава, який втратив армію в битві при Простках і загинув у вигнанні в Кенігсберзі 31 грудня 1669.
Зі смертю двох двоюрідних братів удача родини Радзивілів зменшилася. Богуслав став відомим як «Гнида» серед шляхти, тоді як Януша називали «Зрадою» («зрадником»). Їх зрада проти Речі Посполитої значною мірою затьмарила вчинки численних інших членів родини наступного покоління, включаючи Михайла Казимира Радзівіла (1625—1680), який вірно служив державі, воюючи проти шведів.

## Оцінка
Погляди сучасників на шведсько-литовську угоду розходяться, хоча переважно розглядаються як акт зради. Деякі історики стверджують, що домовленість зі шведами Януш Радзивіл уклав не з жадібності та політичних амбіцій, а через реалії тогочасної політики. Згідно з іншою теорією, Януш Радзивіл просто намагався забезпечити сильного союзника проти Московського царства. Великому князівству Литовському бракувало ресурсів для ведення війни на двох фронтах, а Коронна Польща, яка до цього часу мала свої серйозні проблеми, змогла постачати лише дрібні гроші та військові сили. Зрештою, вибір Януша Радзивіла, можливо, був помилковим — шведи виявилися не набагато кращими за московитів.